# Oithona robertsoni
Oithona robertsoni is een eenoogkreeftjessoort uit de familie van de Oithonidae. De wetenschappelijke naam van de soort is voor het eerst geldig gepubliceerd in 2000 door McKinnon.